# 峰牙-己榜國家公園
峰衙－几榜国家公园，又譯「峰牙－己榜國家公園」、「風牙－者榜國家公園」，是位于越南广平省布澤縣及明化縣的国家公园。该公园被联合国教科文组织列入了世界遗产名錄。公园位於河内以南500公里，其南200公里為顺化市，其距省会洞海市40公里，西部與老挝Hin Namno生態多樣性保護区相邻，距老挝-越南边界线及南海北部湾均大约42公里。从河内可以使用统一铁路、河内胡志明市公路抵達該公園。2008年底起，遊客可乘飞机著陸洞海机场后到達该公园。
峰牙-己榜国家公园屬越南石灰岩山区，佔地面積2000平方公里，這和相邻的老撾甘蒙省Hin Namno生態多樣性保護区的面積相當。该公园中心区面积857.54平方公里，缓冲区面積1954平方公里。越南政府成立此国家公园是爲了保護該地區的岩溶地貌，包括300個洞穴，這是世界最大的两個岩溶地貌之一。此外，該公園还保存了北中部安南山脉生态系统。該公園于2003年6月5日在第27届世界遗产大会上被联合国教科文组织评为世界遗产并获得全票通过。2009年4月，英國洞穴研究協會發現的世界上最大的單體洞穴，在洞內前行了約4.5公里，因遭遇巨大的方解石牆而停止。儘管如此，韩松洞依然成为了迄今为止发现的世界上最大的单体洞穴走廊。

## 中文名稱
該國家公園的正式中文名稱尚存在一些爭議。其全名包括“Phong Nha”洞和“Kẻ Bàng”石灰石森林兩部分。由于現代越南采用拉丁字母化的國語字，導致多個同音漢字（或喃字）無法確定。越南政府官方媒體越南共產黨電子報将译作。但查閱越南阮朝漢文地理志《同慶地輿志》，該地屬於“峰衙莊”；阮福膺苹在擔任廣平按察使時曾多次遊覽峰衙洞，可知正確寫法當是“峰衙”。
後半部分的“Kẻ Bàng”的對應漢字（或喃字）則存在更大的不確定性。由于該地歷史上曾屬于占城國，因此該名稱很可能并非依照正統的越南地名的漢越音規則，而是采用喃音來音譯當時的占婆語名稱，而“Kẻ”這個讀音在越南的漢字音（漢越音）中無對應漢字，因此“Kẻ”只能為喃字或喃音漢字，其對應的喃字或漢字音包括：，而中文媒體中常見的翻譯里并沒有使用其中的某個字。一些媒體使用的“者”字，在越南語中的讀音為“giả”（漢越音）、“trả”（喃音）或“dã”（喃音），與正確讀音“Kẻ”相距甚遠；越南共產黨電子報等媒體所使用的“己”字在越南語中的讀音為“kỉ/kỷ”（漢越音），與正確讀音“Kẻ”與其較為接近。另一個字“Bàng”，所對應的漢字包括等。而一些主要媒體多采用喃音漢字“榜”（“榜”的標準漢越音為：“bảng ”）。
另外，在越南，峰衙洞還有一些別名，包括：“偨仙”（“偨”為喃字）等。

## 历史
在洞中的石柱和祭坛上铭刻的占婆文字表明在越南向南扩张前，洞穴中有人居住。
1550年，杨文安是第一个描写峰衙洞的越南人。峰牙洞的形象被描画在平顺古都城中的9个瓮上。
1824年，峰衙洞被明命帝封为“妙应之神”、“神显灵”。
勤王運動時期，咸宜帝在洞裡躲避法國人追殺。
1935年，一个当地居民偶然发现离峰衙洞入口1公里海拔200米处有一个美丽的洞穴。该洞穴被称为仙山“Tien Son”神洞或者“干洞”（因在洞穴当中的地形如同仙境一般，而且没有地下河流）。
1937年，法屬越南的旅游局发布了一本介绍广平省的册子，其中就包括了峰衙洞的相关介绍。
越南戰爭中，峰衙洞一帶乃北越游擊隊重要根據地。
上世紀九十年代，越南政府和各國學界先後進行了四次針對峰衙-己榜地區的大規模科學考察，這些考察對該地區未來的申遺提供了充足的資料。
1990年，河内国家大学接受了英国洞穴研究协会的合作请求，共同致力于該地区的洞穴的全面考察和研究。在1990年，由英国洞穴研究协会和河内地质地理系组成的一个小组进行了第一次考察，由Howard Limbert带队。此次考察之后，对Vom洞有了一个较全面的了解。
1992年，第二考察小组包含12名英国科学家和6名越南河内国家大学的教授。此次考察，完成了对峰衙洞7729米的踏勘，Vom洞13,690米的踏勘，以及邻近的其它洞穴的踏勘。
1994年，第三考察小组包含11名英国科学家和5名越南河内国家大学的教授。
1999年，来自越南-俄罗斯热带中心的科学家组织了对己榜地区的动植物考察。
通过这四次考察，对峰衙-己榜国家公园的洞穴系统有了更全面的了解，为越南和地方政府保护、规划、发展峰衙-己榜国家公园的旅游提供了丰富的资料。
2005年，英国洞穴研究协会的科学家新发现了一个洞穴，并将其取名为天堂洞（Thien Duong）。该洞被英国科学家称之为“峰衙-己榜地区最大最美的洞穴”。
2006年6月1日，越南文化与信息部发行了一套以峰衙-己榜地形为主题的邮票。

## 洞穴
英國洞穴探險協會和越南科学家已經在此國家公園進行過探險。根據探險的初步结果，该公园具有的洞穴系统全长达70公里,科学家和探险家僅僅对其中20公里進行過考察。峰衙洞還有琳琅滿目的石鐘乳。该公園是世界上兩個最大規模的石灰岩地貌之一，有數百個溶洞和洞穴，漫長的地下通路由鐘乳石和石筍裝點其中，堪稱鬼斧神工。2005年，由越南、瑞士、德國生物學家組成的研究小組在該公園發現了壁虎的一個新種。
2009年4月，英国探险家在該公園探索了一个新洞——山水洞，並宣布这是世界上最大的單體洞穴。

### 峰衙洞
此洞全长7729米，包含14个溶洞，13969米长的地下河。到目前位置，科学家已探测的长度为44.5公里，游客只能在1500米长度范围之内游览。峰牙洞与国家公园中的其它洞穴类似，因Chay河的水力作用而成。在洞中较深处，当明亮的光线照射到石钟乳和石笋时，折射出如梦幻般的光彩。

### 天神洞
此洞全长980米，距入口400米处有一个10米深的洞，沿着这个洞穴下去，会看到另一个地下洞穴，全长500米，因其比较危险，因而只对专业考察人士开放，游客不允许参观。与峰牙洞相似，天神洞中也有独特的石钟乳和石笋，如童话王国一般。此外，如果用手敲击石钟乳和石笋，它们还会发出类似锣鼓的声音。

### 天堂洞
拥有公园中最美的石钟乳和石笋，然而，游客只允许在几百米的范围内参观，因更深入的范围还有待考察。
，經過英國洞穴研究協會探險家林柏特（Howard Limbirt）帶領探險隊探勘後，發現藏在內面的是長達31.4公里的石灰岩洞穴，是全世界最大的洞穴，在地底下已深藏達4億年。

### 山水洞
山水洞（越南语：／；Hang 意為洞；Sơn Đoòng 意为山水）洞穴由当地人在1991年发现。2009年4月，英国洞穴研究协会对洞穴进行考察，在洞内前行了约4.5公里，因遭遇巨大的方解石牆而停止。尽管如此，該洞依然成为了迄今为止发现的世界上最大的单体洞穴走廊。

## 气候

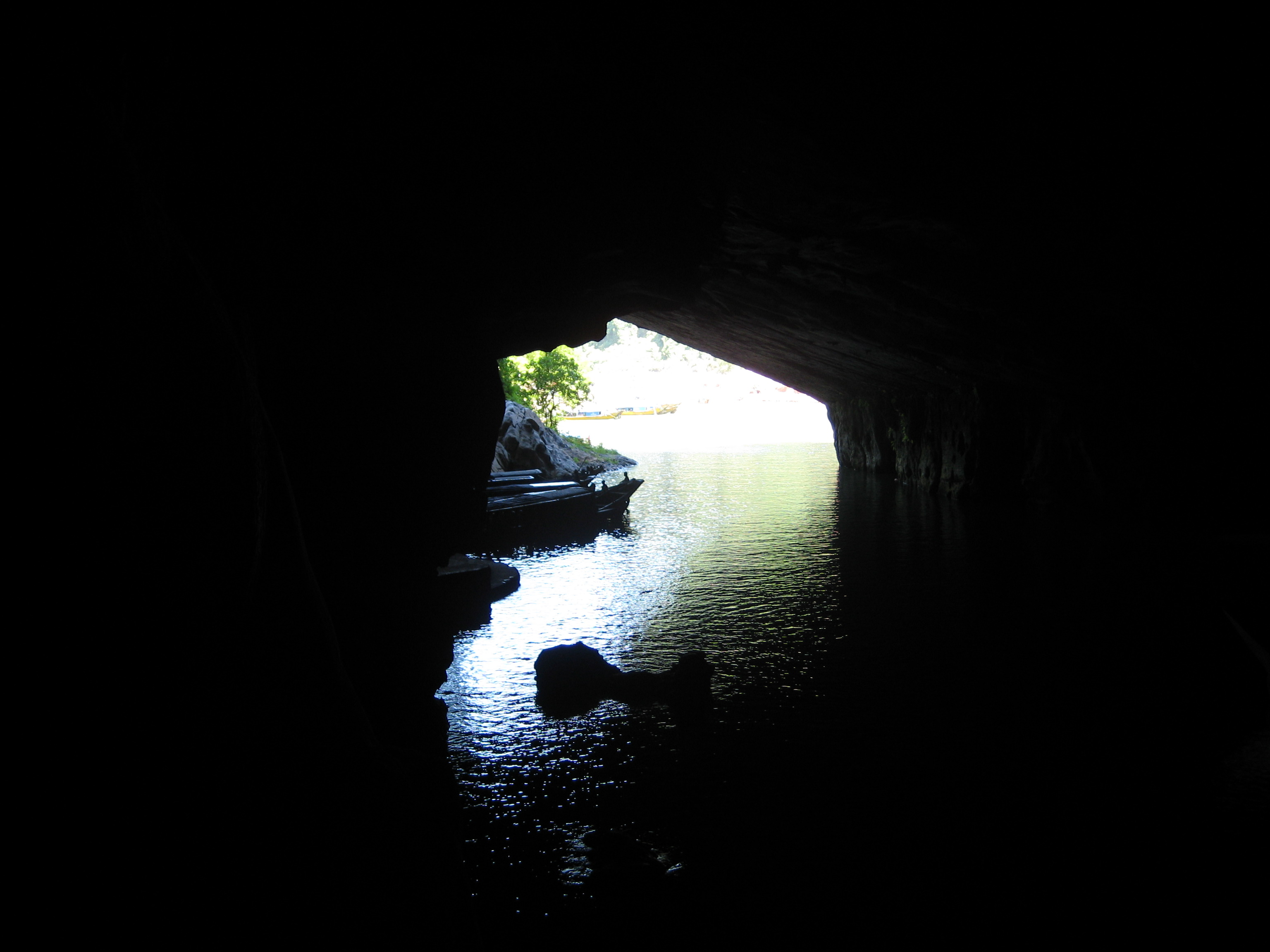
峰牙-己榜國家公園

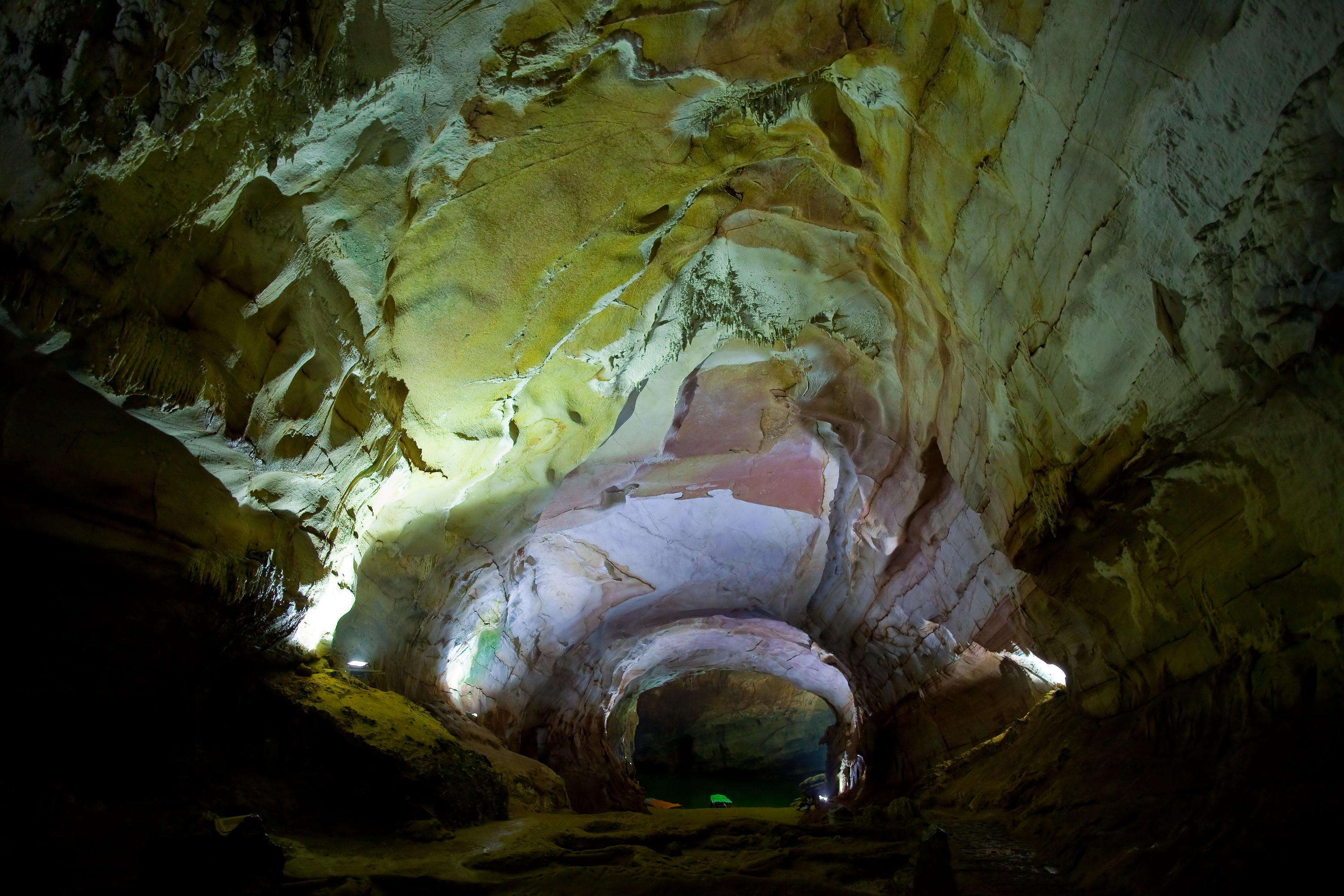
峰牙-己榜國家公園

該公園所在地气候屬热带氣候，高溫潮湿。年平均温度23-25 °C，最高41 °C，最低6 °C。最热的月份是从6月到8月，平均温度28 °C；最冷的月份是从12月到2月，平均温度18 °C。降雨量高，年平均 2,000 毫米到 2,500 毫米，并且 88% 降雨量是在从7月到12月期間，每年有超过160个雨天，事实上每月都有雨。年相对湿度是84%。

## 地質構造

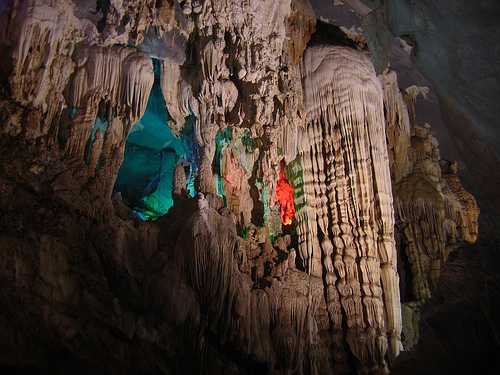
峰牙-己榜國家公園

該公園具有复杂的地质结构，地殼发展历史可追溯到奥陶纪(464 Ma)。这造就了三個類型的地形與地質形态。其中一個類型是非石灰岩地貌，包括低矮且為圆頂的山，帶有均夷作用表面和磨蚀-堆積臺地，分佈于Son和Chay河的峽谷中以及中心石灰岩地块的边緣。另一主要類型是石灰岩地貌，以主要產生自古生代的古热带喀斯特為特徵，但被命名的地點中三分之二均產生自新生代。第三种類型是广泛分佈的过渡地貌。峰牙洞地貌研究可能對地球學者很有用，可以讓我們明白地球發展前史。

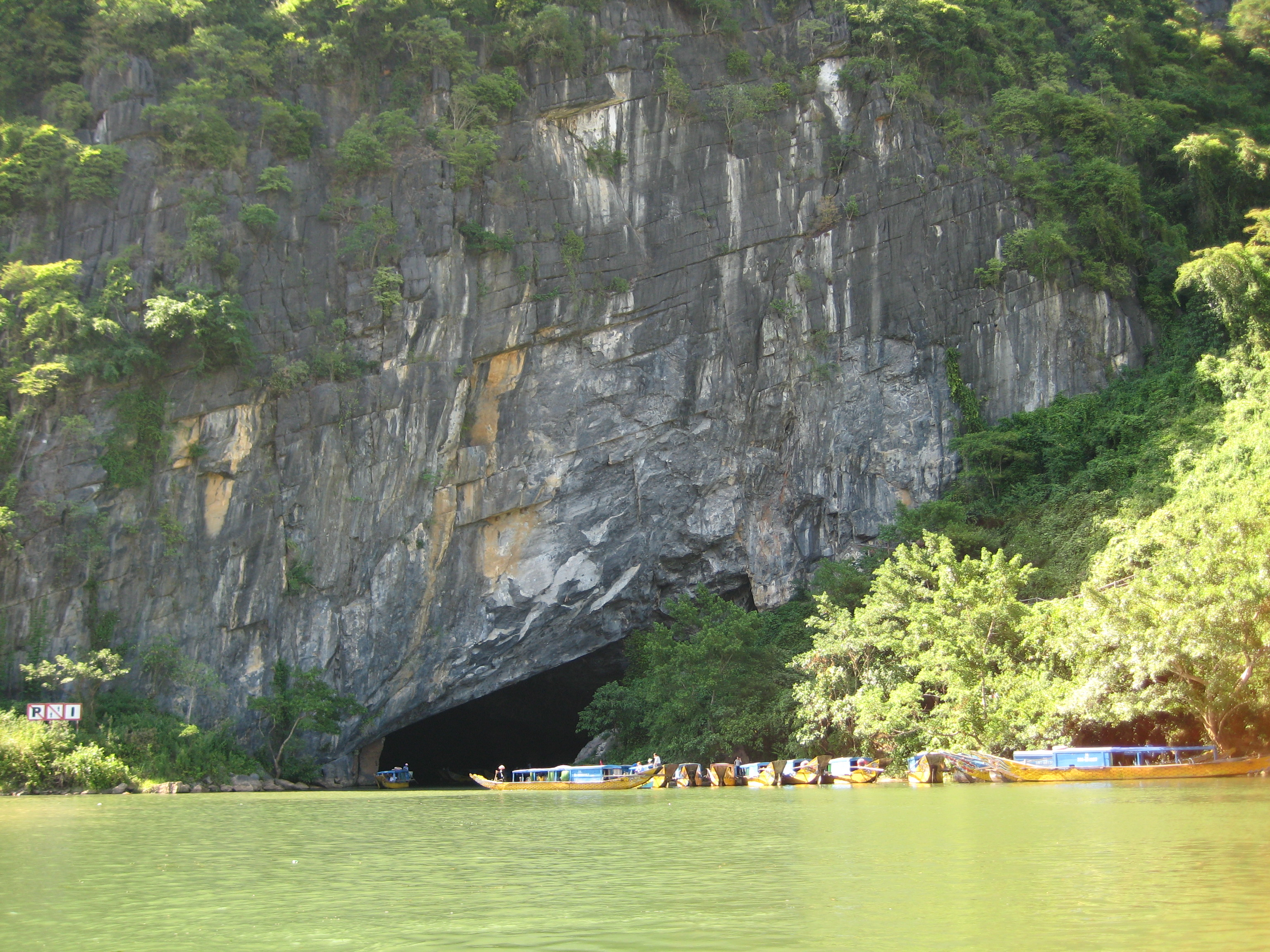
峰牙-己榜國家公園

## 動植物群
根據最初的統計， 該公園原始熱帶森林中有高等植物140個科，427個屬，751個種，其中36個種在越南濒危物种数据红色名录（Vietnam's Red Data Book）的瀕危物種名單中。該森林也是該紅色名錄所列32個目，98個科， 256個屬，381個種的四類陸生脊椎動物的棲息地。 六十六個動物種被列入越南濒危物种数据红色名录，其他23個種類被列入世界自然保护联盟濒危物种红色名录。總而言之，該公園的動物多樣性比越南其他自然保護區和國家公園要高。

## 旅游
自被列入世界遺產名錄以來，参观該公園的游客數量急劇攀升，許多遊客慕名來峰牙洞和己榜森林探險遊玩。千姿百態的钟乳石使遊客目不暇接，流連忘返。钟乳石形態多樣，獅子、麒麟、象、佛祖、鳳凰等等形狀的都有，不一而足。為了給遊客提供周到的服務，很多由國內和國外投資的旅游服務工程正在建設中。洞海機場2008年已竣工並投入使用。